# Nalga
Nalga (del latín natis) es cada una de las partes carnosas y redondeadas situadas en la parte más baja de la espalda de algunos animales, notablemente algunos simios y humanos. El adjetivo nalgar designa lo relativo o perteneciente a las nalgas. Una nalgada designa un golpe dado o recibido en ellas.
Está formada principalmente por un conjunto de grasa y de músculos denominados músculos glúteos que se forman del glúteo mayor, glúteo medio, glúteo menor y el tensor de la fascia lata, de los cuales el primero es normalmente uno de los más fuertes músculos del cuerpo; las nalgas poseen una forma redondeada que es determinada por la sobreposición de tejido adiposo en la superficie externa del glúteo máximo. Las nalgas, además de los músculos glúteos, también se forman del piriforme, el obturador externo, el obturador interno, el gemelo inferior y el gemelo superior.

## Etimología
Nalga es el término anatómico hispano utilizado para denominar dicha sección del cuerpo que incluye un par de formaciones carnosas de tejido que se sitúan en una posición caudal a la región sacra. El término proviene del latín culto natis, utilizado para referirse a estas partes del cuerpo; con el tiempo y la intervención del latín vulgar, se le agregó el sufijo -ica, resultando en natica, que evolucionó a nadiga, para terminar en nalga.
El término glúteo es utilizado como un adjetivo en la terminología anatómica que hace referencia a los músculos que forman principalmente estas estructuras, el glúteo mayor, el glúteo medio y el glúteo menor. El término glúteo es ampliamente utilizado dentro del lenguaje popular hispano como un eufemismo que sustituye la palabra nalga; otros términos populares incluyen: trasero, pompas, pompis, cachas, derrier, posaderas, culo (malsonante en Latinoamérica), ancas, asentaderas, cola (en Argentina y Colombia), petacas (en México), poto (en Bolivia, Chile y Perú), rabo (en Venezuela), etc.

## Anatomía

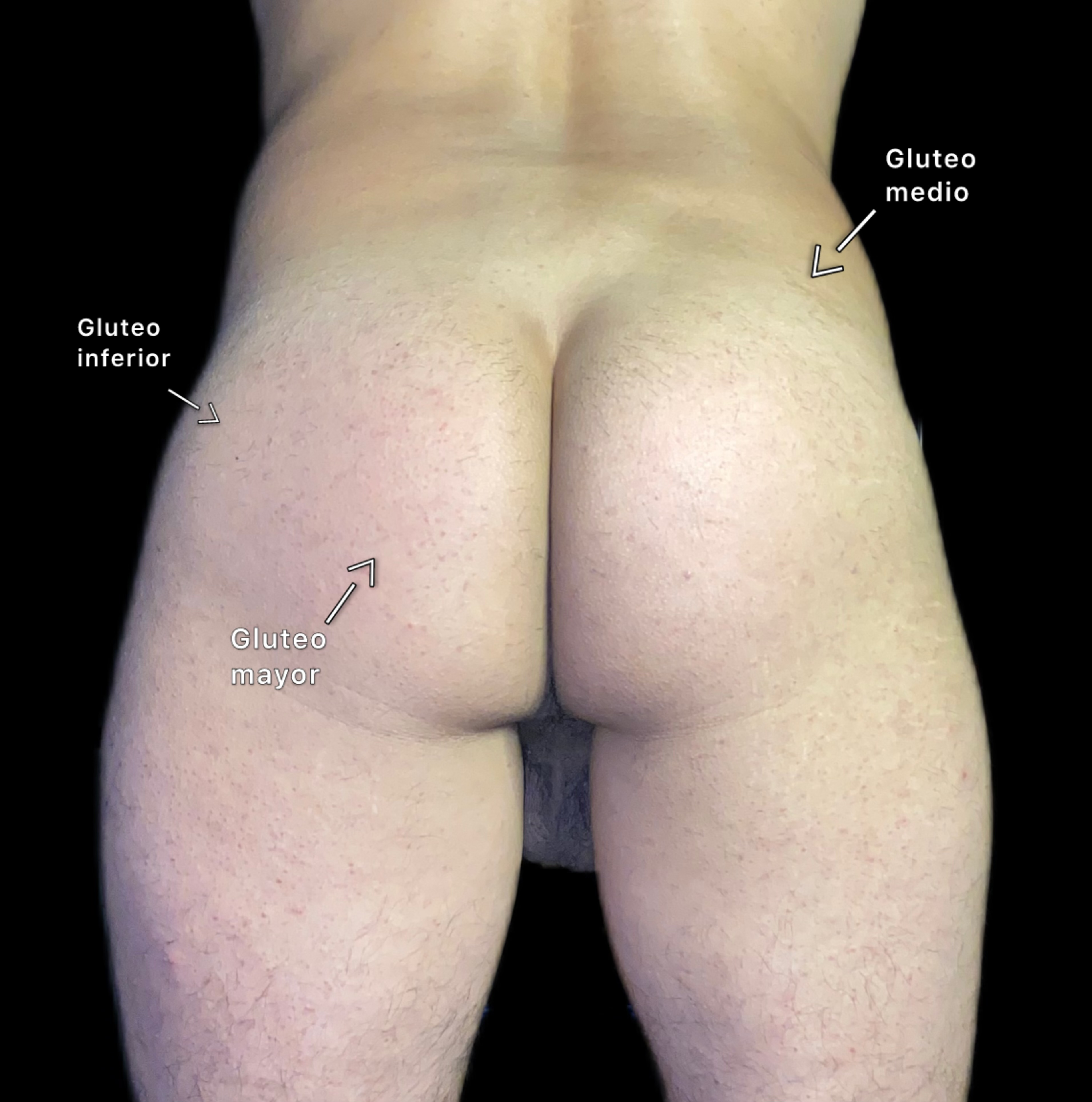
Glúteo mayor, medio y menor en vista superficial

Las nalgas están formadas principalmente por un conjunto de músculos locales que se denominan en conjunto como músculos glúteos. Los músculos glúteos comprenden cuatro músculos importantes que incluyen: músculo glúteo mayor (gluteus maximus), el músculo glúteo medio (gluteus medius), el músculo glúteo menor (gluteus minimus) y el músculo tensor de la fascia lata (tensor fasciae latae). El glúteo mayor es un músculo estructural de gran fuerza y resistencia que se relaciona ampliamente con la posición bípeda y la postura erecta del humano, relacionado con otros factores como la modificación evolutiva de la pelvis. Las nalgas, además de los músculos glúteos, también se forman de los músculos glúteos internos y los músculos pélvicos como: el músculo piriforme, el músculo obturador externo, el músculo obturador interno, el músculo gemelo inferior y el músculo gemelo superior.

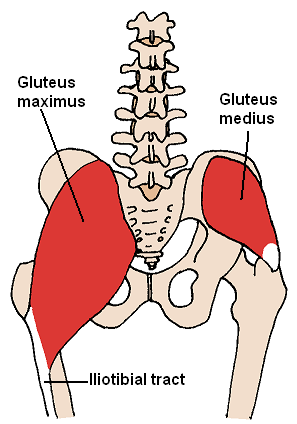
Esquema de la ubicación y las inserciones de sólo dos de los tres glúteos. A la izquierda Glúteo Mayor, el más superficial de los tres. A la derecha se observa el Glúteo Medio luego de retirar el músculo superficial.

Las nalgas tienen una forma redondeada que se debe a la sobreposición de capas de tejido adiposo sobre la superficie externa del músculo glúteo máximo. El volumen de los glúteos depende ampliamente de la cantidad de grasa depositada en dicha zona, lo que forma la protuberancia redondeada que caracteriza a las nalgas, llegando incluso a una condición médica denominada esteatopigia cuando la grasa acumulada en la zona resulta excedente de los parámetros del volumen estándar. Debido a la presencia de grasa, las nalgas forman un pliegue divisorio al que se le denomina surco glúteo (también denominado hendidura horizontal glútea), localizado en la parte superior del muslo. Este pliegue es principalmente apreciado cuando se adopta una posición completamente recta en los miembros inferiores, ya que, debido a la contracción muscular y al estiramiento de la piel, en otra posición en la que los miembros inferiores no estén completamente rectos, resulta inapreciable. Las nalgas y los músculos glúteos están separados de forma simétrica por una depresión que va desde la región sacra hasta el periné, a esta depresión se le llama hendidura interglútea (también conocida anatómicamente como hendidura vertical glútea o hendidura intergluteal). La hendidura interglútea se caracteriza por dividir simétricamente las nalgas y por contener el ano, que al momento de la defecación en cuclillas, esta se extiende hacia ambos lados, permitiendo la correcta evacuación de las heces fecales.
La posición sexual edgariana en los homínidos involucra a esta región, el apoyo como tal viene de la tuberosidad isquiática, masa perteneciente a la parte postero-inferior del hueso coxal, recubierta a su vez por una bursa serosa, que protege contra la fricción a los músculos inmediatos; el volumen de las nalgas no interviene en la capacidad de sentarse. Los músculos de los glúteos ejercen una función importante en el movimiento de la pelvis, ya que están unidos a ésta. El crecimiento de vello androgénico es posible en la superficie de las nalgas, así como en la hendidura interglútea y alrededor del ano.
Las nalgas también ejercen un papel en la atracción sexual y el cortejo animal; algunas especies de simios como los papiones y los gibones poseen nalgas callosas y rojizas (denominadas callosidades isquiáticas) que cumplen el objetivo de la atracción de pareja en la especie.
También cumplen una función estética en lo que es la armonía corporal en esta región y el conocimiento de su anatomía es necesario para realizar las cirugías denominadas "gluteoplastias".

## Papel cultural

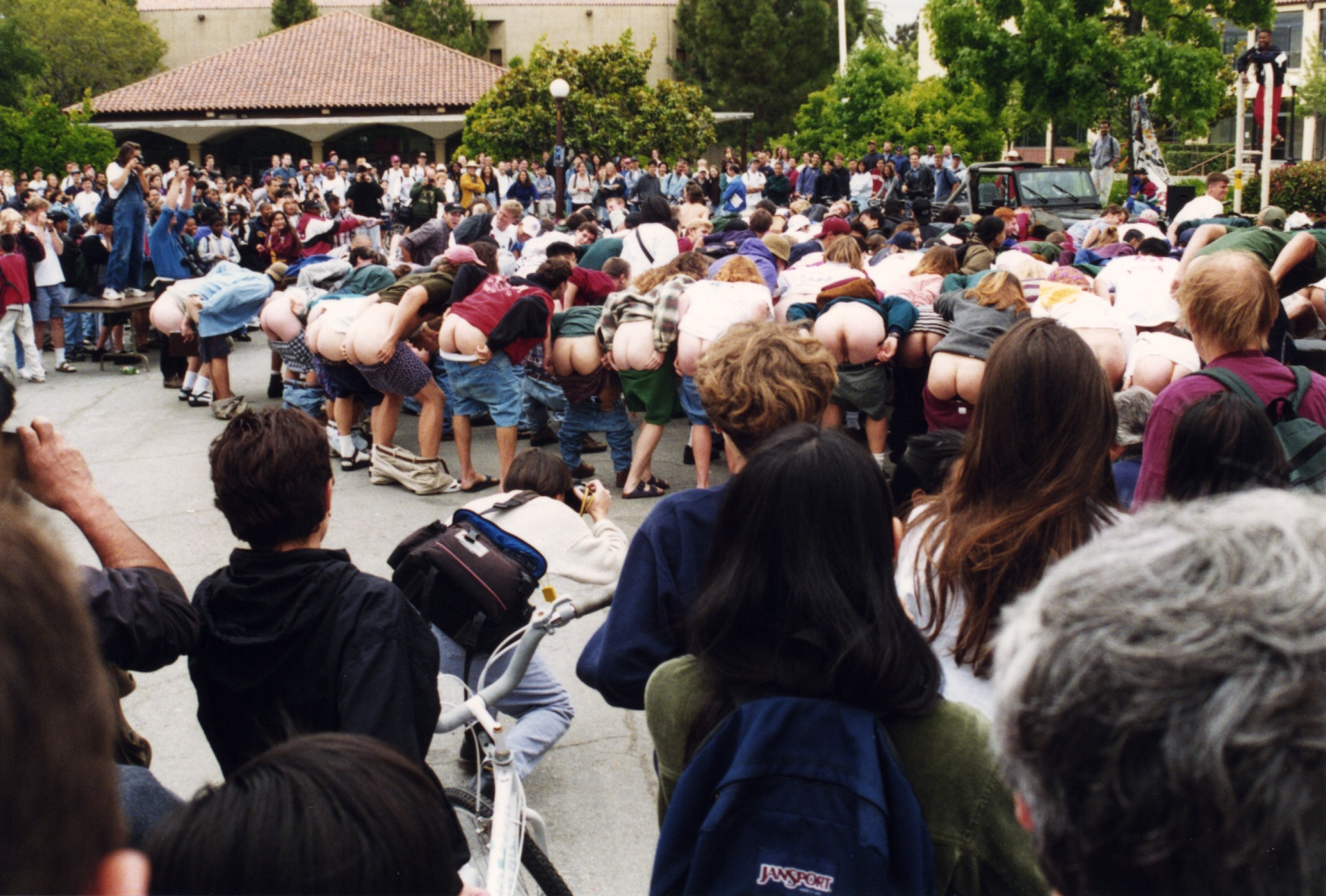
Estudiantes haciendo un calvo multitudinario en la Universidad Stanford

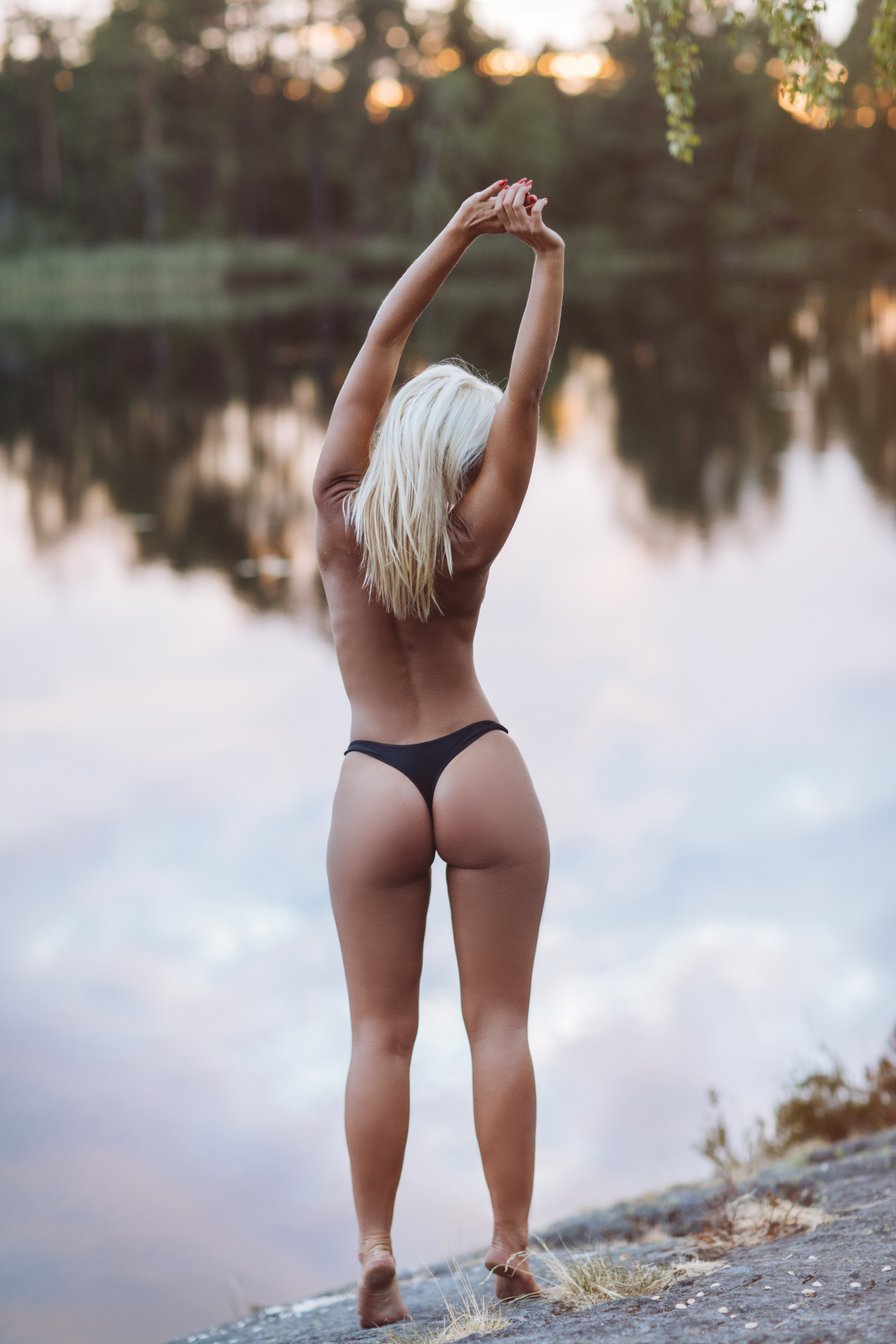
Una mujer en tanga.

Las nalgas, al igual que los genitales externos y las mamas, suelen ser clasificados dentro de diversas culturas como «partes íntimas», debido a la cercanía de las nalgas con los genitales y el ano. Debido a su gran sensibilidad suelen ser referidas como zonas erógenas por sus propiedades eróticas, aunque esta misma sensibilidad también las convierte en un punto específico habitual en el castigo corporal. Al castigo físico que involucra el sometimiento de las nalgas con golpes se le denomina azote o nalgada.
El término calipigio (del griego kalós, ‘bello’, y pygué, ‘nalgas’) se utiliza para referirse a aquellas personas que tienen nalgas atractivas. Este término desciende de la adoración clásica por las nalgas femeninas voluminosas, las que eran de gran adoración social por su relación cultural con la maternidad, la fertilidad y la feminidad. Las nalgas de ambos géneros en la actualidad representan un componente erótico en la sociedad moderna. Esta perspectiva erótica de las nalgas, se relaciona ampliamente con la expresión del erotismo en el arte.
En muchas sociedades, el mostrar las nalgas en público es considerado una ofensa o una expresión de mal gusto. El mostrar las nalgas puede dar lugar a un tipo de exhibicionismo, denominado hacer un calvo (inglés: mooning), que consiste en mostrar las nalgas a un público con la intención de señalar repudio o simplemente, para hacer una broma. En la comedia, las nalgas son elemento frecuente del humor de baño o el toilet humor, un tipo de humor que se basa en la utilización de chistes que hablen de heces fecales, orina, vómito, flatulencias, etc.

### Erotismo

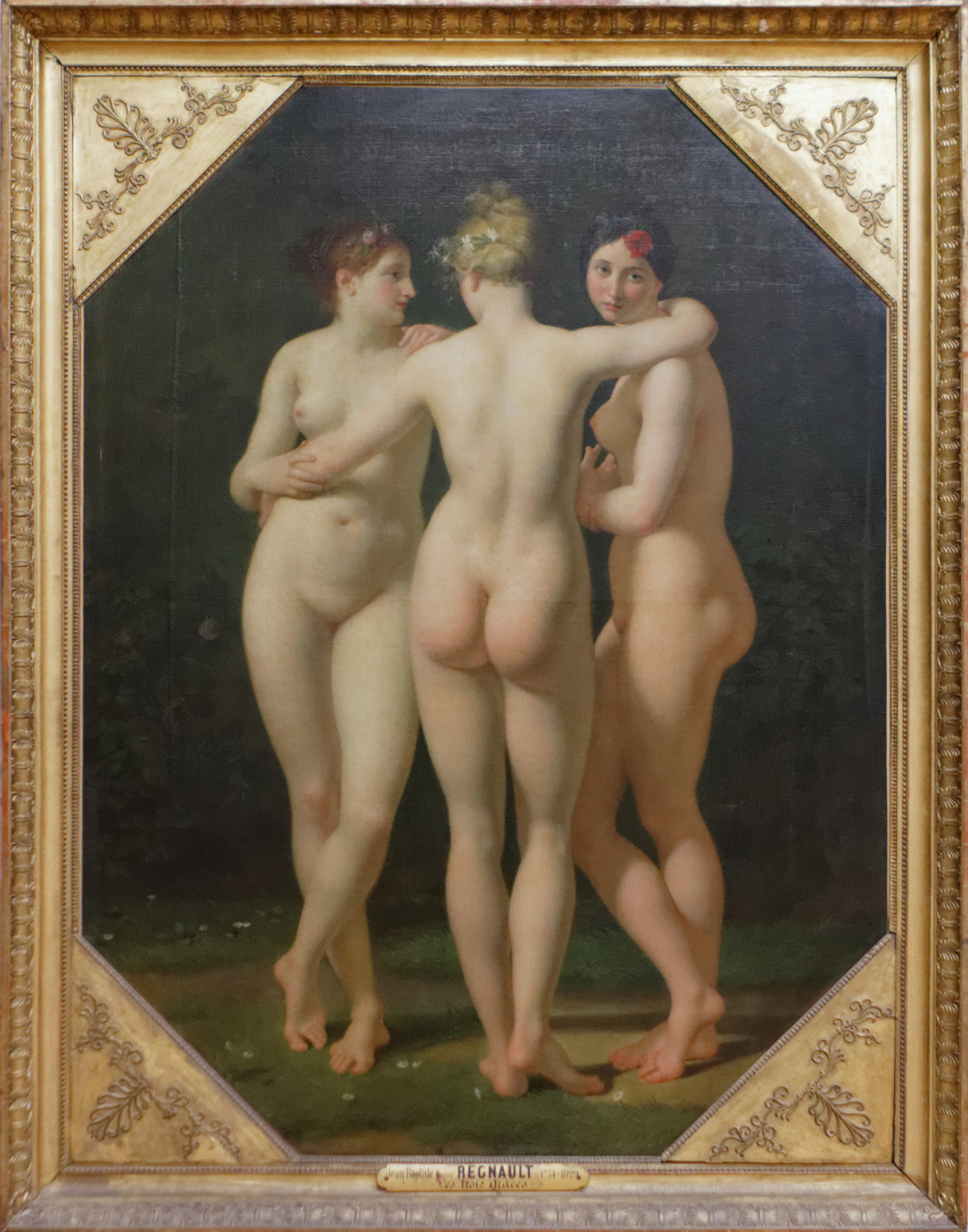
Las Tres Gracias de Jean-Baptiste Regnault (c.1797).

Culturalmente, las nalgas suelen ser empatadas con otros órganos regularmente inexpuestos como «partes íntimas», a pesar de no estar meramente relacionadas con una función sexual, en comparación con las estructuras externas del aparato reproductor. En diversas culturas, las nalgas, al igual que las gónadas y las mamas, suelen asimilarse como órganos sexualmente estimulantes o erógenos. Existe una gran sensitividad tisular en el área pélvica, ubicándose en áreas específicas como los genitales, las nalgas, la zona púbica, el periné y el ano, convirtiendo a estas zonas específicas en zonas erógenas primarias.
Se le llama pigofilia (del griego pygué, que significa ‘nalga’, y φιλία filía, que significa ‘amor’) a la parafilia en la que el placer sexual o la excitación es obtenida mediante la visión o el contacto con las nalgas de otra persona. La excitación sexual por las nalgas, según evolucionistas y sexólogos como John Money, tiene una estrecha relación con la excitación sexual por las mamas, ya que ambos poseen una forma redondeada similar y son altamente erógenos; en este sentido, según este modelo evolutivo, la excitación hacia las mamas surge de la excitación por las nalgas. Anatómicamente, las nalgas femeninas poseen mayor volumen que las nalgas masculinas debido a la presencia hormonal de los estrógenos en el organismo femenino que promueven la acumulación de grasa en la zona pélvica, incluyendo las nalgas y los muslos. La testosterona, a diferencia de los estrógenos, inhiben la acumulación de grasa en la zona pélvica, por lo que las nalgas masculinas suelen tener un menor volumen. En otra teoría evolucionista de la atracción hacia las nalgas, se sugiere que la atracción a estas se debe a la asimilación de la etapa reproductiva de la mujer, ya que la pronunciación de las nalgas se debe a los procesos hormonales de la pubertad e indica la suficiencia de grasa en la mujer para la maternidad y la lactancia, además de indicar las dimensiones de la pelvis que se relacionan con la capacidad reproductiva.

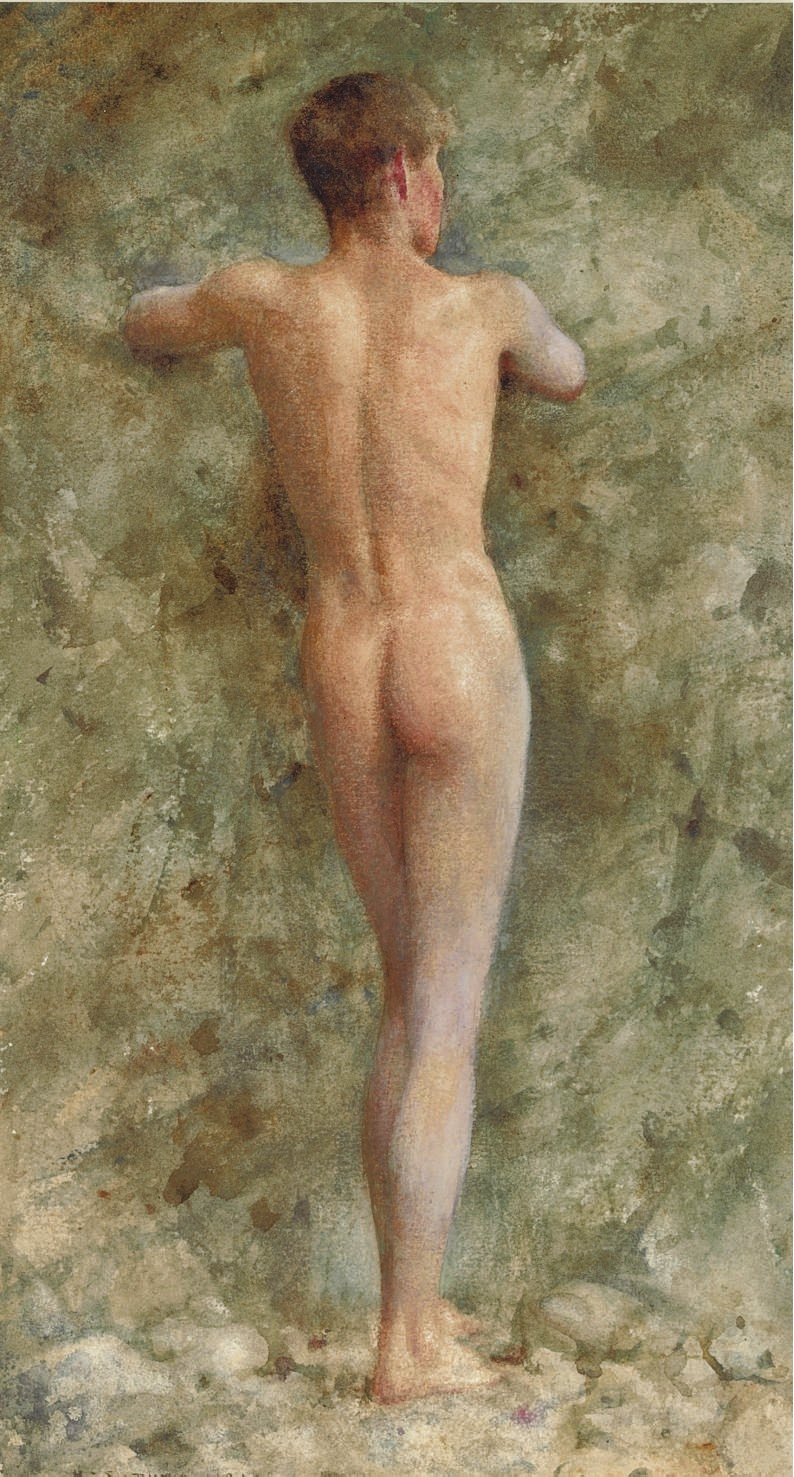
Hombre desnudo de pie de Henry Scott Tuke (1914).

Las nalgas han representado gran parte de la feminidad en la sociedad convencional anterior al siglo XIX, ya que eran un amplio estándar que se relacionaba con la fertilidad de la mujer y la belleza femenina. La Venus de Willendorf (24000 a. C.) posee una forma definida con grandes mamas, muslos y nalgas que se cree eran un símbolo de fertilidad que correspondía a la representación erótica y la adoración femenina. La adoración cultural hacia las nalgas femeninas, debido a su cercanía con los genitales, se ve influenciada por un modelo masculinista y heteronormativo que perduró hasta el siglo XIX. Con la introducción del feminismo y la reintroducción del homoerotismo en el siglo XX, se recupera una noción relacionada con la adoración hacia las nalgas masculinas como un elemento erótico.
En la cultura del BDSM, los azotes suelen ser un componente erótico en algunas prácticas como la disciplina inglesa, no como una medida de castigo o disciplina, sino como un estimulante sexual. A los azotes con intención sexual se les suele referir como nalgada erótica, azote erótico (erotic spanking). En la industria contemporánea de la pornografía heterosexual y homosexual suele hacerse énfasis a las nalgas de los implicados, manifestándose en distintas expresiones como el deseo sexual por las nalgas de gran volumen, la ropa interior como los suspensorios, el azote erótico y el sexo anal.

### Arte
La adoración por las nalgas, en especial las femeninas, ha sido plasmada en diversos medios desde los inicios de la humanidad. La Venus de Willendorf es uno de los más notables ejemplos de la adoración a la feminidad relacionada con el volumen corporal. La adoración corporal humana surge como un elemento artístico-erótico en el periodo Clásico, donde la representación de las nalgas en la pintura y en la escultura puede apreciarse plenamente. En el arte clásico, el énfasis en el volumen de las nalgas, en especial las femeninas, era completamente habitual, como se aprecia en las esculturas denominadas Venus Calipigia.[cita requerida] Este tipo de estética resurgió en la estética neoclásica y en el arte renacentista, como parte del humanismo antropocéntrico sobre la belleza del cuerpo humano y la belleza del desnudo. El arte erótico y el desnudo en el arte fueron populares en el pensamiento romántico y en el pensamiento del modernismo, donde destacó una nueva moral social que permitía la representación sexualmente explícita en el arte popular.
Con la revolución sexual y con la normalización de la pornografía, las nalgas y las mamas dejaron de representar un elemento objeto de censura en los medios audiovisuales, a diferencia de los genitales externos. La normalidad de las nalgas en los medios audiovisuales ha permitido que se vuelvan algo coloquial y su establecimiento en géneros no sexuales como la animación, con una intención cómica, ajena a la intención sexual. La muestra del desnudo parcial permite un sobreentendimiento en la temática sexual del filme o serie televisiva, sin necesidad de mostrar órganos meramente sexuales.

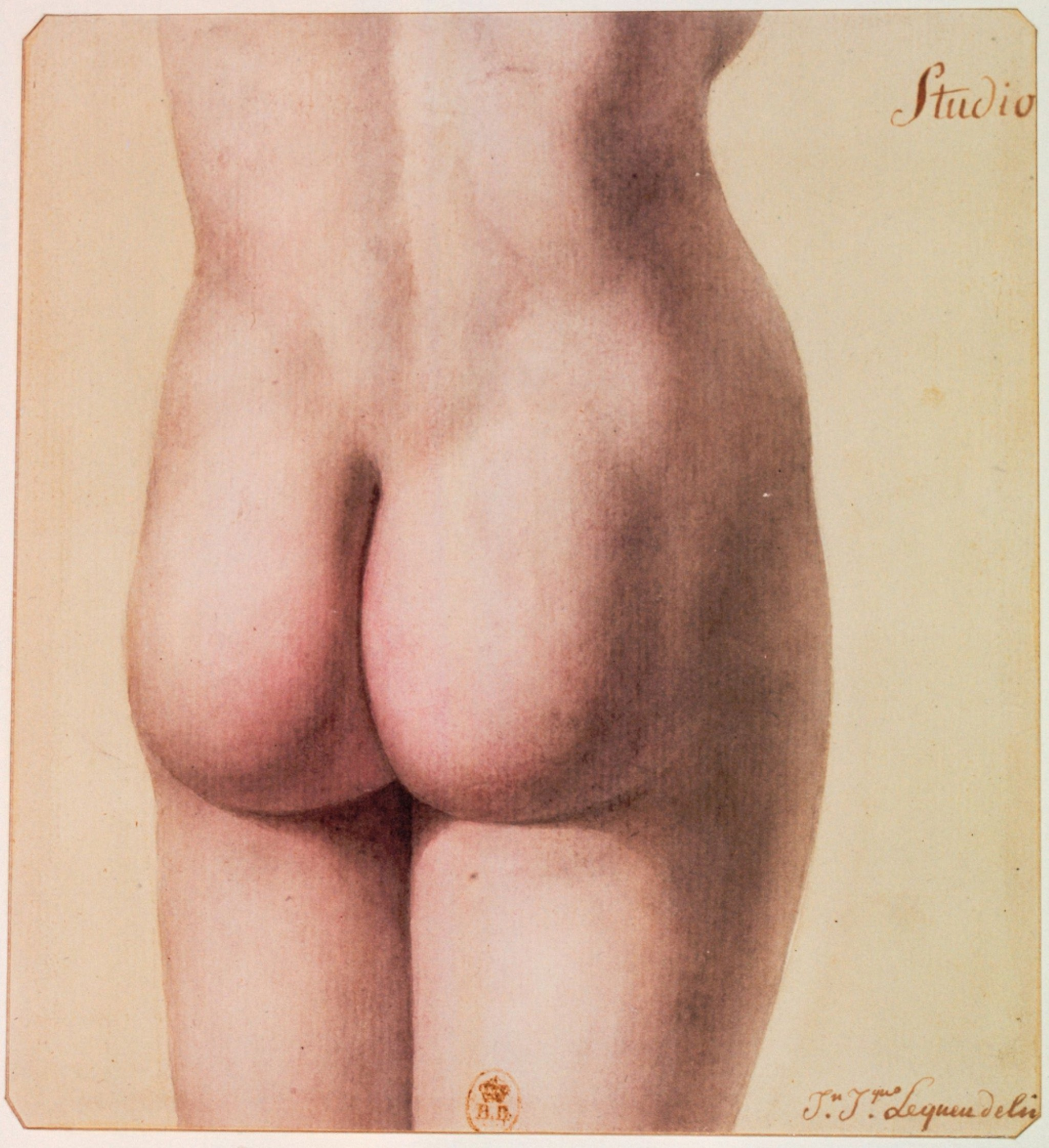
Jean-Jacques Lequeu (c. 1785).
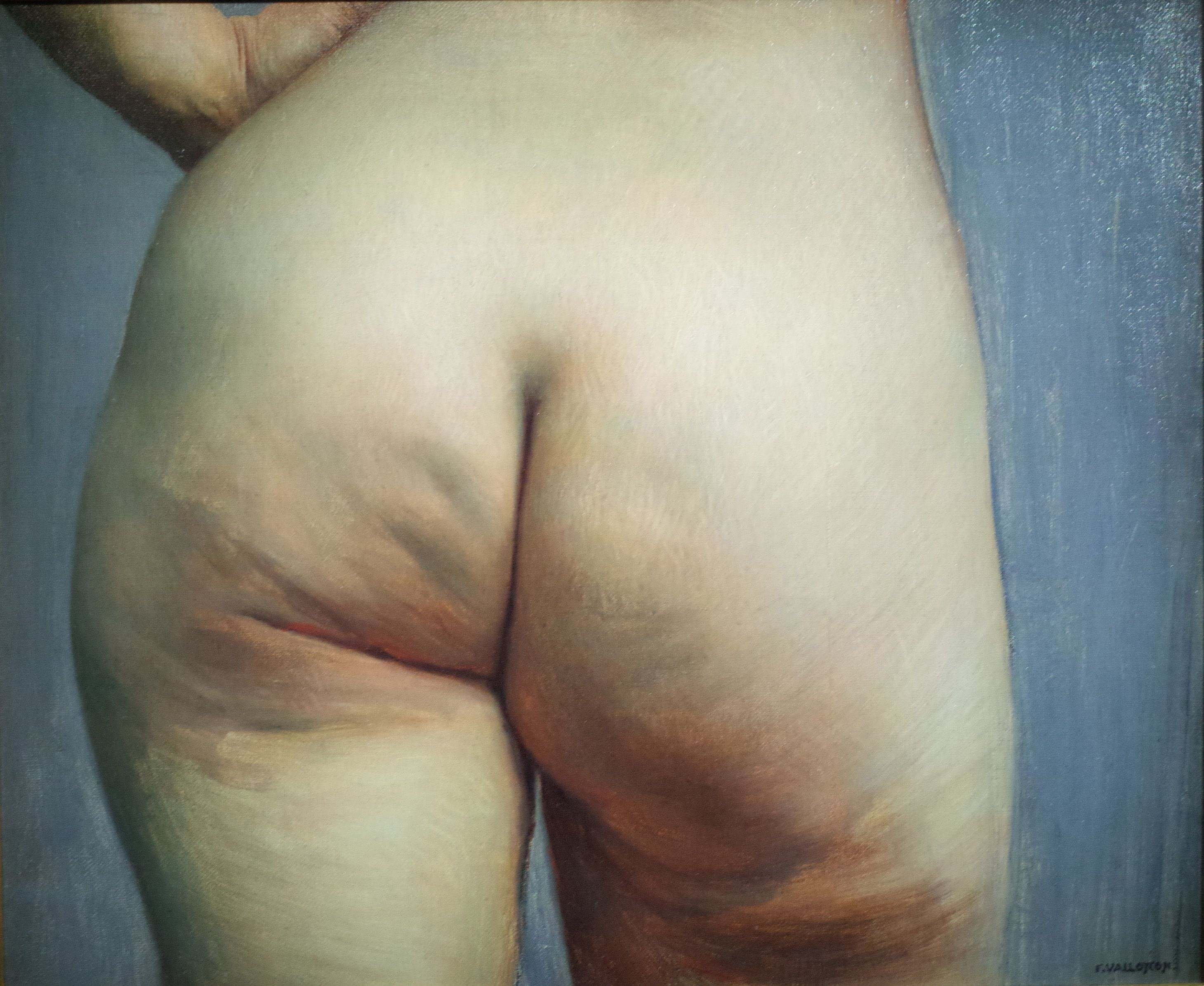
Félix Vallotton (c. 1884).
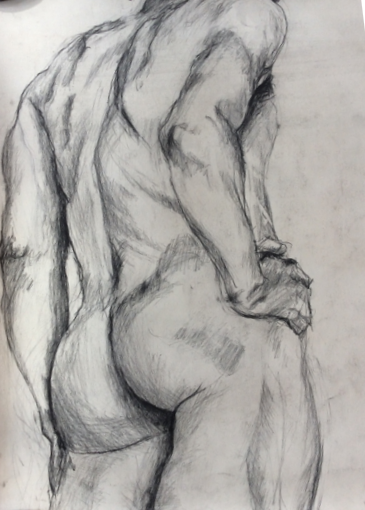
Christopher Willard (c. 1982).